# Julia (księżyc)
Julia (Uran XI) – jeden z wewnętrznych księżyców Urana. Został odkryty 3 stycznia 1986 roku na zdjęciach przesłanych przez sondę Voyager 2. Nie wiadomo o nim praktycznie nic, oprócz parametrów orbity i rozmiaru.
Nazwa pochodzi od imienia bohaterki sztuki Romeo i Julia Williama Shakespeare’a.